# Катраниця
Катра́ниця (болг. Катраница) — село в Смолянській області Болгарії. Входить до складу общини Смолян.

## Населення
За даними перепису населення 2011 року у селі проживали 184 особи, з них 76 осіб (98,7%) — болгари.
Розподіл населення за віком у 2011 році:
Динаміка населення: